# Sinfonietta (Reger)
Sinfonietta per a orquestra, en la major, op. 90, és una simfonia de Max Reger composta el 1904. Es va estrenar el 8 d'octubre de 1905 a Essen, sota la direcció de Félix Mottl, dedicada a Karl Lauterbach i Max Kuhn.

## Moviments
- I. Allegro moderato
- II. Allegro vivace
- III. Larghetto
- IV. Allegro con spirito